# Рожков, Юрий Фёдорович
Ю́рий Фёдорович Рожков (укр. Рожков Юрій Федорович; 18 апреля 1941 — 9 марта 2014) — советский и украинский певец, композитор, аранжировщик.

## Биография
Родился 18 апреля 1941 года в Донецке. В 1948—1958 годах учился в киевской средней школе № 122. После окончания школы стал учеником токаря на заводе «Кинодеталь». В 1960 году поступил в Киевский политехнический институт, где проучился 5 лет. Работая в это же время на Киностудии имени А. Довженко, учился в классе вокала на вечернем отделении музыкальной школы им. Стеценюка.
С 1969 по 1971 год учился на вокальном отделении Киевской муниципальной академии эстрадного и циркового искусства.
В 1972—1973 годах — солист «Киевконцерта» и Киевской филармонии. В это же время получил широкую популярность, исполнив за кадром в фильме Николая Мащенко «Как закалялась сталь» песню на стихи Роберта Рождественского «Товарищ песня». Также озвучивал фильмы «Рождённая революцией», «В бой идут одни «старики»». Выступал на сценах Германии, Польши, Венгрии, Чехии. Сделал порядка 150 записей на радио Украины. Дал также 200 концертов для ликвидаторов аварии на Чернобыльской АЭС, также сам участвовал в ликвидации последствий (участник ликвидации последствий второй категории).
В 1980-е годы попробовал себя в качестве композитора и аранжировщика. Автор более 100 песен на стихи украинских авторов — Бориса Олейника, Анны Чубач, Николая Лукива и других. Среди исполнителей песен Рожкова — Дмитрий Гнатюк, Александр Василенко.
Заслуженный артист Украины (1996), лауреат премии им. Григория Сковороды (1997).
Умер в Киеве 9 марта 2014 года.